# منحنی نرخ بقا

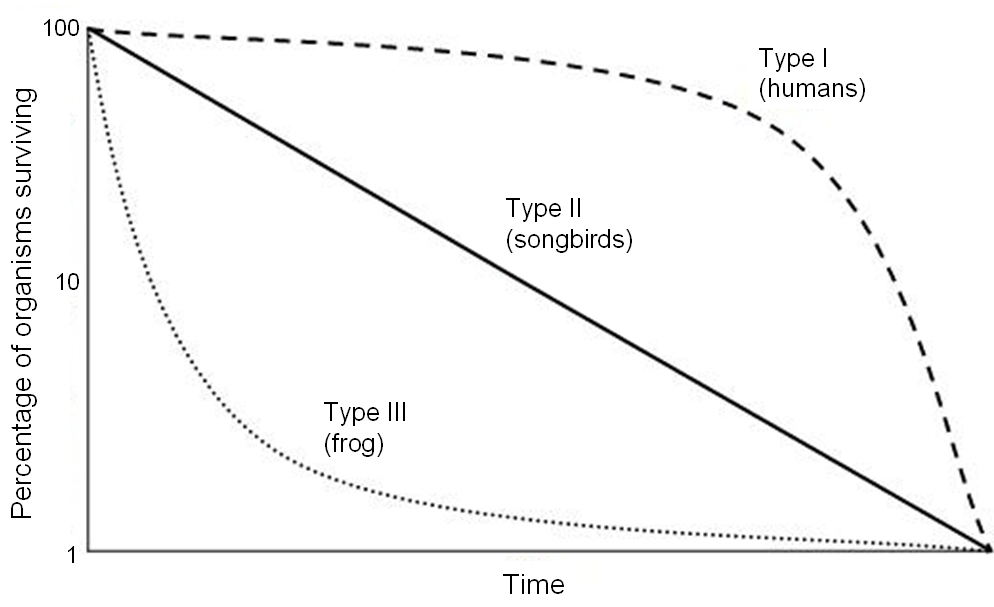
سه نمونه ایده‌آل شده منحنی (مقیاس لگاریتمی)

منحنی نرخ بقا (به انگلیسی: Survivorship curve) نموداری است که تعداد یا درصد بقا به ازای سن را در یک گروه نشان می‌دهد.
سه گونه تعمیم یافته از خم‌های برزیست:
- گونه I یا کوژ (محدب)
- گونه II یا مورب
- گونه III یا کاو (مقعر)